# Ana Colda
Ana Colda (n. 23 mai 1920, Petrila – d. 27 octombrie 1972) a fost o actriță română.

## Biografie
A fost fiica cea mai mare a maistrului minier Ioan Colda și a Victoriei Colda. S-a înscris în 1943 la Conservatorul Regal, secția Artă dramatică. După absolvire, în 1948, a fost repartizată ca actriță la Teatrul „Maria Filotti” din Brăila. S-a transferat în 1952 la Teatrul de Stat Valea Jiului din Petroșani.
S-a pensionat la 28 februarie 1968 din cauza unei boli necruțătoare, decedând la 27 octombrie 1972, la vârsta de numai 52 de ani.
În prezent, școala generală din Petroșani unde a învățat îi poartă numele.

## Filmografie
- Visul unei nopți de iarnă (1946) - Maria Panait

## Distincții
- titlul de Artist Emerit al Republicii Populare Romîne (13 ianuarie 1964) „pentru merite deosebite în activitatea desfășurată in domeniul teatrului, muzicii și artelor plastice”[3]
- Ordinul Meritul Cultural clasa a III-a (6 noiembrie 1967) „pentru merite deosebite în domeniul artei dramatice”[4]